# 2019冠狀病毒病疫情全球反應與影響
2019冠狀病毒病疫情全球反應與影響，旨在列举2019冠狀病毒病疫情在世界各地的引發的反应及產生的影响。

## 世界各地的反应与影响

### 东亚
- 中華人民共和國（中國大陸 · 香港 · 澳門）
- 中華民國
- 日本
- 韓國
- 朝鲜

### 东南亚
- 新加坡
- 馬來西亞
- 泰国
- 越南
- 菲律賓

2020年1月5日，菲律賓衛生部表示，已指示各地檢疫局加強對各口岸入境旅客篩檢，監測各口岸旅客發燒或呼吸道感染跡象。
2020年1月24日，菲律賓宣布無限期暫停來往武漢的航班，並將135名剛抵達菲律賓的武漢旅客送返武漢。
2月1日，菲律賓宿霧太平洋航空宣佈翌日起取消所有往來中國大陸的航班，直至3月29日，同時削減來往香港及澳門的航班。 2月2日更宣佈取消所有往來香港及澳門的航班，直至2月29日。
2月2日，菲律賓宣布境內出現第2例確診並已死亡，是中國大陸以外首位死亡病例，死亡的中國籍男性患者為菲律賓首例確診病患的同行者，兩人均為1月21日從武漢經香港抵達菲律賓，男性於1月25日住院，出現發燒、咳嗽等症狀，過去24小時內病情惡化，2月1日死亡。政府隨即禁止所有經由中國大陸、香港及澳門的外國旅客入境，並禁止國民前往這三地。2月10日，菲律宾民航委员会下令，基于一个中国政策，台湾被包括在菲律宾对中国大陸、香港、澳门实施的「临时旅行禁令」内，即刻禁止曾入境或停留中港澳台的外籍人士入境。2月14日，菲律宾新传染病管理机构间工作组决定，鉴于台湾有关部门正在采取严格的措施来应对新型冠状病毒，故取消对台湾地区的旅行限制，且立即生效。
- 印度尼西亞

3月14日，雅加達郵報報道印尼總統佐科·維多多承認爲了避免群衆恐慌，有隱瞞一些2019冠狀病毒病疫情的情況。

### 欧洲
- 法国
- 意大利
- 俄罗斯

1月28日，俄羅斯政府宣布關閉三處中俄邊境，與黑龍江接壤的哈巴羅夫斯克邊疆區、猶太自治州以及阿穆爾州，直到2月7日為止。停止向中國出售旅遊行程。30日俄羅斯外交部表示全面暫停受理中國旅客申請電子簽證。。2月1日起，除動用軍機撤僑外，俄羅斯也召回在中國旅行的公民，逾200人經遠東邊境陸路口岸回國。
2月4日，俄罗斯宣布，对即日起14天内到访过中国领土的外国人允许只在谢列梅捷沃机场通过航空方式进入俄罗斯并填写健康登记卡，相应的命令被公布在政府的网站上。这条规定适用于所有外国公民，除了欧亚经济联盟成员国的公民，以及飞机机组人员，官方代表团成员和在俄罗斯拥有居留许可的人。
2月20日起，俄罗斯宣布禁止中国公民入境。
3月4日，俄羅斯禁止口罩、呼吸器和防護服等醫療用品出口。

### 以色列
2月22日，以色列表示上周在以色列参观的9名韩国游客回国后接受新冠病毒检测，结果呈现阳性。目前尚不清楚他们在哪里感染了病毒。以色列方面2月22日宣布，禁止来自日本和韩国的所有航班入境。当日，一架客机从韩国飞抵以色列。但以色列拒绝让约200名非以色列籍乘客下机，在救护车将12名以色列乘客接走后，这架客机被要求返回韩国。以色列卫生部22日宣布，以色列扩大了对外国人入境的限制，过去14天内去过韩国和日本的任何人都将受到限制。

### 其他国家和地区
- 1月9日，柬埔寨卫生部表示已向国民发布预警，派出2,000人在机场与关口安装热扫描仪，检测旅客体温[19]。
- 1月17日，加拿大边境服务局宣布计划在多伦多、蒙特利尔和温哥华三大主要机场筛查来自武汉的乘客。加拿大公共卫生局称将展开入境筛查，并通知来自武汉的乘客上报任何流感症状[20][21]。
- 1月20日，斯里兰卡卫生部通知班达拉奈克国际机场检疫部门对出入境旅客进行症状筛查。卫生部亦发出提醒，婴儿、儿童、孕妇、老年人和患有慢性疾病的人应尽可能避免去人多的地方[22]。
- 孟加拉国沙阿贾拉勒国际机场已建立了增强的检查措施[23]。
- 阿拉伯联合酋长国衛生預防部宣布，對中國遊客體溫篩查篩檢[24]。
- 巴拿马政府宣布在所有入境口岸加强卫生控制措施，为病毒的到来做准备[25]。
- 1月21日，印度政府向其公民发布了旅游忠告，特别是针对武汉市的旅行忠告，武汉约有500名印度医学生在此学习，从中国到达贾特拉帕蒂·希瓦吉国际机场的乘客将接受筛查。之后，有关检查工作延伸到其他六个主要国际机场。[26][27][28]
- 1月27日，蒙古國政府宣佈為免中國疫情蔓延境內，關閉其陆路邊境和所有來往中國的口岸，禁止人車通行。非中國籍的外國人不能經由中國進入蒙古國[29]。同時國內所有大學及教育機構停課，直至3月2日，並呼籲取消所有公眾集會。[30]
- 1月27日，德國外交部長海科·馬斯在新聞發佈會上表示，考慮從中國撤僑，並提醒德國公民如非必要，應避免前往中國。同日晚上將有一隊德國駐華大使館人員抵達武漢，協助當地德國僑民。[31][32] 根據明鏡在線報導，德國空軍將會於周三或周四派出一至兩架軍機到武漢，接走當地約90名德國公民。中國政府反對德方以軍機接走僑民，以免外國軍機撤僑造成更多恐慌。[33]
- 亚美尼亚卫生部表示，乘客到达将进行甄别，经过讨论，亚美尼亚国家食品安全局对所有中国动物产品实施了禁令[34][35]。
- 比利时向所有医院和医生提供了识别和处理冠状病毒的说明，计划撤离在湖北的比利时人[36][37]。
- 埃及为应对疫情，该国于2020年1月26日禁止从中国出发的所有旅游航班[38]。
- 格鲁吉亚取消从中国出发，飞往第比利斯国际机场的所有航班。格鲁吉亚卫生部宣布，将对从中国来的所有旅客进行筛查。[39]
- 爱尔兰外交部建议公民完全避开湖北省[40]。
- 立陶宛从1月25日起，国家公共卫生中心的专家将监视情况，并在立陶宛的所有三个机场为来回中国的旅客提供咨询。据公共卫生官员称，维尔纽斯机场在12月进行了一次医疗演习，随时准备处理受感染的乘客并控制病毒的传播[41]。
- 马耳他地方政府已采取预防措施，并建议公众和卫生工作者遵守卫生法规，以免传播疾病。1月24日，公共卫生主管警告采取适当措施，但当时没有任何危险到达该国或在该国传播[42]。
- 1月28日，哈萨克斯坦外交部要求申請簽證的中國公民提出醫療證明，並暫停對中國公民發放落地簽。[43]1月30日起，哈薩克斯坦決定暫停向中國公民发放簽證[44]。
- 1月29日，英國航空暫停直飛北京、上海航班。[45]
- 1月29日，漢莎航空、瑞士航空及奥地利航空取消所有往來中國的航班，直至2月9日。[46]
- 1月30日，科威特宣布暫停所有往返中國大陸及香港的航班，同時禁止從中國大陸和香港出發的旅客入境科威特。另外，過去14天內曾到訪中國大陸或香港亦被禁入境。[29]
- 1月30日，以色列暂停所有来自中国的航班[47]，並拒絕2星期內到過中國的非公民入境。[48]
- 1月30日，捷克暫停向中國公民發出簽證[29][49]。比利时、希腊和意大利关闭了在中国的所有申根签证申请中心。[50][51][52]2020年2月1日，除法国外所有申根国家的签证申请中心都暂停向中国公民发放签证。[53]
- 1月31日起，法国航空将调整现有前往上海和北京的航班数量[54]。
- 1月31日，印度對外貿易總局宣佈，停止所有個人防護裝備出口，包括口罩、防毒面具及醫療防護衣。[55]
- 1月31日，土耳其航空公司宣布，2月9日前停飛往來中國北京、上海、廣州及西安的航班[29]。
- 1月31日，伊朗禁止所有與中国的航班往來[56]。
- 2月1日，緬甸暫停對來自中國的國際旅客發出落地簽證[57]。
- 2月2日，新西兰政府宣布从2月3日起，暂时禁止所有来自中国或曾在中国转机的外国人入境。该禁令有效期暂定为2周，每48小时会进行一次评估。新西兰公民、永久居民以及直属家属仍可入境，但必须在入境后隔离14天。新西兰政府也对新西兰公民发出旅游警告，吁请现阶段不要前往中国[58]。
- 2月2日，印度尼西亚卫生部已在总共135个机场登机口安装了热敏扫描仪，印尼外交部宣布5日起暫停往返中國的航班，暫時禁止中國公民入境，過去14天內到過中國的旅客不得入境或過境。[59][60]2月3日，印度尼西亚宣布将从2月5日起禁止客运和海运进出中国，直至另行通知。此外，还决定管制进口鲜活动物和其他产品。商务部长阿古斯·苏帕曼托（英语：Agus Suparmanto）说“我们显然将停止从中国进口鲜活动物，并仍在考虑禁止其他产品”。[61][62][63]
- 土耳其宣布将暂停所有从中国起飞的航班至2月底。并开始在机场检测来自南亚国家的乘客。[64][65]
- 2月2日，印度发布旅游忠告，建议所有居住在印度的人不要前往中国，暂停从中国出发的任何人士签发电子签证，从1月15日起（在未来的一段不确定的时间内）前往中国的任何人都可能被隔离[66]。
- 2月3日，代表世界各地50多間郵輪公司的國際郵輪協會決定禁止到過中國大陸的人登船[67]。
- 2月3日，馬爾代夫禁止來自中國的國際旅客入境[68]。
- 2月4日，英國外相藍韜文發聲明，指今後可能有航班限制，呼籲英國公民在可能的情況下盡早離開中國[69]。
- 2月8日，皇家加勒比宣布，禁止所有中國大陸、香港及澳門的旅客登船，而在郵輪啟航前15日內，曾經與來自、到訪或途經三地人士接觸過的人，亦不可以登船[70]。
- 1月31日，從武漢撤回英國的民眾受到溫暖對待，有民眾送上蛋糕、鮮花、酒及玩具，對他們表示支持與鼓勵。這些人被安頓在威勒爾區（Wirral）的阿羅公園醫院（ Arrowe Park Hospital ），隔離14天後，若身體無恙就能返家。[71]
- 2月1日中午，德國的撤僑的聯邦軍A310客運專機抵達法蘭克福機場，機上約有130名人員，他們分批由3輛大巴接至機場100公里外、位於德國萊茵蘭-普法爾茨州的格默斯海姆（Germersheim）的軍事基地，進行隔離觀察兩周。[72]
- 2月5日，新西蘭派出國籍航空從武漢撤離了約200名，機上包括新西蘭、英國和多名太平洋島國的國民，同時也協助東帝汶撤僑17人，他們將會被送到奧克蘭北部的空軍基地隔離觀察14天。[71]
- 2月8日，皇家加勒比宣布，禁止所有中國大陸、香港及澳門的旅客登船，而在郵輪啟航前15日內，曾經與來自、到訪或途經三地人士接觸過的人，亦不可以登船[73]。
- 2月12日，GSM協會宣布取消原定2月24至27日在西班牙巴塞羅那舉行的世界流動通訊大會。[74]
- 2月14日，菲亞特克萊斯勒宣佈，因2019冠狀病毒中國大陸停工，由中國大陸供貨的零件短缺，塞爾維亞一家工廠的生產線停工，成為歐洲首個因疫情停工的汽車廠[75]。
- 2月25日，卡塔尔航空宣布暂停部分前往韩国和伊朗的航班[76]。
- 2月27日，沙特暫停向要到麦加朝圣的穆斯林核发入境签证[77]。後又禁止沙特本國公民前往麥加朝聖[78]。
- 印度所有小學關閉至3月31日[79]。
- 4月3日，欧盟决定对医疗物资和个人防护装备暂免征收关税和增值税[80]。
- 4月9日，欧盟财长们同意向遭受新冠病毒大流行打击的欧洲国家提供5000亿欧元的救助[81]。
- 4月底，歐洲多國陸續出台部分解封措施[82][83]。
- 5月15日，波罗的海三国立陶宛、拉脱维亚和爱沙尼亚重新开放边界，成為欧盟内部首个開放邊界的地區[84]。
- 7月1日起，歐盟向首批歐盟以外的15個國家開放邊界[85]。
- 7月21日，為應對欧洲新冠疫情造成的經濟危機，歐盟達成7500亿欧元的经济纾困计划[86]。

#### 巴爾幹半島
在2020年1月下旬，雖然所有巴爾幹半島國家未有任何確診個案，但由於2019冠狀病毒已引起巴爾幹國家人民的恐慌，當地政府已採取相應的防疫措施。到了同年12月上旬，所有巴爾幹半島國家已出現至少3萬宗確診個案，而土耳其、羅馬尼亞、克羅地亞、塞爾維亞、保加利亞、希臘更每日急增最少千甚至過萬宗COVID-19確診個案，情況非常險惡。另外其他巴爾幹半島國家疫情亦在同年秋季開始嚴重失控，近日的確診和死亡率打破了之前的所有記錄，而疫情的急速惡化導致巴爾幹半島多國的醫療系統走向崩潰臨界點。
- 塞爾維亞加強了對邊境口岸的管制，所有被感染地區的旅行者都必須在進入該國後24小時內向流行病學部門報告。醫生指示乘客進行身體狀況監測並每天兩次測量體溫。塞爾維亞衛生部還為所有懷疑自己已被感染的人開設了熱線電話。目前塞爾維亞已有超過20萬宗確珍個案，單日確診更曾多達1萬宗。
- 克羅地亞外交部規定，要求公民“延遲前往湖北省和武漢市的旅行，直至另行通知”，因為中國政府在處理2019冠狀病毒是“零基礎”，而所有入境的外國人必須隔離14日。目前克羅地亞已有超過14萬宗確珍個案，單日確診更多達4千幾宗。
- 羅馬尼亞衛生部周一在新聞發布會上說，它正在為來自中國的旅客在機場開設“專線”，配備了能夠檢測生病乘客的熱掃描相機。當局還在主要城市指定了醫院來照顧潛在的感染者。目前羅馬尼亞已有超過50萬宗確珍個案。政府已宣佈進入緊急狀態，包括全國停課、部份非必要行業停工或彈性上班時間等。
- 北馬其頓政府在首都斯科普里的主要國際機場引入了熱掃描相機，旨在檢測潛在的感染者。當局擔心這種感染有可能通過從杜拜和伊斯坦堡抵達的航班傳播，而從中國來的旅客有時會將其用作中途停留站。目前北馬其頓已有超過6萬宗確診個案。
- 黑山邊防警察會檢查從中國以及外國來的旅客，如果認為有必要，將由衛生和衛生檢查局對其進行檢查。目前黑山有超過3萬宗確診個案，並有超過500人因COVID-19而死，是歐洲COVID-1910大死亡率最高的國家之一。
- 摩爾多瓦目前已有超過11萬宗確診個案，並有超過2千宗死亡個案。
- 阿爾巴尼亞醫療隊已被派往地拉那國際機場、所有陸路出入境關口以及都拉斯、夫羅勒、薩蘭達港口，阿爾巴尼亞政府宣佈優先把保護衣、N95口罩、消毒用品給予醫護人員和其他前線人員。另外阿爾巴尼亞衛生部由即日起會對來自中國和可能暴发疫情的其他國家的旅客進行額外檢查，任何曾經到訪中國的人士但未有出現病徵(包括阿爾巴尼亞國民)和任何感染2019冠狀病毒的患者入境阿爾巴尼亞後都必須強制隔離14日。此外阿爾巴尼亞外交部已禁止所有國民前往中國。2月下旬阿爾巴尼亞開始出現搶購口罩潮。目前阿爾巴尼亞已有4萬宗確診個案，並有接近1千宗死亡個案。政府已宣佈進入緊急狀態，包括推行強罩令、宵禁令、全國停課、部份非必要行業停工或彈性上班時間等。
- 保加利亞目前已有超過15萬宗確診個案，並有超過4千宗死亡個案。
- 科索沃目前有4.2萬宗確診個案，死亡個案更突破1千宗。由於首都普里什蒂納的醫院床位已經飽和，故輕症COVID-19患者只能在首都以外或居家進行治療。

#### 南美
- 3月12日，阿根廷宣布全國進入為期一年的健康緊急狀態，停止向中國、美國、日本、南韓及歐洲旅客發簽證。洪都拉斯則限制中國、歐洲、南韓及伊朗旅客入境；秘魯則取消來往於亞洲的航班。哥伦比亚自15日起进入卫生紧急状态，並将持续到5月30日。在此期间，包括禁止邮轮在哥海岸停靠，取消参与者超过500人的活动[87]。同時阿根廷、玻利維亞、秘魯、哥斯達黎加、巴拉圭、委內瑞拉及洪都拉斯叫停所有來往歐洲的航班，部分國家禁止公眾集會及宣布停課[88]。
- 4月6日起，秘鲁所有学校开始远程教学。哥伦比亚全国强制预防性居家隔离政策延长至4月26日23时59分，学校继续停课至5月末。洪都拉斯自7日起开始强制民众戴口罩[89]。

## 國際範圍的影響

### 石油市场
4月20日，美国原油期货價格暴跌，史上首次跌至负值区域。

## 交通线路的调整

### 航线调整汇总
以下为疫情发生以来，世界各地的航线调整汇总（包括减班及停航）。
| 国家或地区/航空公司            | 调整内容 |
| ------------------------------ | --- |
| 国泰航空、国泰港龙航空         | 停飞所有武汉香港往返的航班；減少2月6日至3月28日期間往返世界各地佔國泰30%的航班                                                                                                   |
| 香港航空                       | 暫停及調整21條來往亞洲各地的航線服務。 |
| 香港快運航空                   | 取消82班於2月12日至3月26日期間來往大阪及首爾等地航班。 |
| 澳门航空                       | 1月27日起，取消逾百个航班，主要涉及中国内地和台湾往返澳门的航线。 |
| 臺灣                           | 2月10日至4月30日，台灣往返中國大陆航線，除北京首都國際機場、上海浦東國際機場、上海虹橋國際機場、廈門高崎國際機場、成都雙流國際機場外，全面停飛。                                 |
| 中华航空                       | 1月29日到2月22日，取消部分往来中国大陆及港澳的航班，共取消164班次。 |
| 全日空                         | 除成田國際機場往返武漢天河國際機場的航線，停飛期間將延長至3月下旬之外，包括成田至成都和關西至香港等7條航線也宣布停飛。                                                           |
| 日本航空                       | 2月17日至3月28日停飛來往成田往返北京的航線。 |
| 亚洲航空                       | 暂时取消部分往返于中国大陆的航班至2020年2月29日。 |
| 马来西亚航空                   | 自2020年2月18日起暂停哥打基纳巴卢往返上海的直飞航线，直到另行通知为止。 |
| 新加坡航空、胜安航空           | 1月31日起减少中国大陆特定航线的运能，同时取消往来新加坡和一些中国城市的航班，包括北京、上海、广州、深圳、厦门、成都和重庆。                                                      |
| 酷航                           | 从2月初至3月底，暂停新加坡往返中国11个城市的航班（包括早前已取消的武汉）。 |
| 捷星亚洲                       | 暂停飞往中国三个城市，即合肥、贵阳和徐州的航班，直到3月31日为止。 |
| 印度航空                       | 1月31日起暫停每週六孟買经德里往上海的航班；2月8日到3月28日，暂停香港航班。 |
| 文莱皇家航空                   | 取消文莱往返中国大陆的航班；降低香港航班频率。 |
| 泰國                           | 多家航空公司宣布取消航班，直至2月28日。 |
| 越南                           | 暫停所有越南來往中國大陸、香港、澳門與台灣的航班。中華民國政府與香港特區政府分別與越南交涉後，越南將台灣與香港的航班剔除禁止入境名單。                                           |
| 印度尼西亞                     | 暫停往返中國的航班。 |
|                                | 境内各航空公司暫停直飛中國境內的航線。 |
| 朝鮮                           | 暫停所有國際航班。 |
| 菲律賓                         | 取消或削減來往中國大陆的航班；前往台灣的航班亦同时取消。 |
| 緬甸緬甸國際航空               | 自31日起暫停飛往中國10個城市的包機，並同意已訂位搭乘飛廣州的定期航班旅客，可調整他們的行程且不收取任何費用。                                                                     |
| 緬甸緬甸國家航空               | 停飛往来香港與成都的班機。 |
| 伊朗                           | 暂停所有往来中国的航班。 |
| 土耳其航空                     | 2月9日前停飛往來中國北京、上海、廣州及西安的航班。 |
| 沙特阿拉伯航空                 | 暂停往返广州的航班。 |
| 阿曼                           | 暫停該國與中國之間的所有航班。 |
| 阿提哈德航空                   | 取消來往北京及日本名古屋的航班。 |
| 卡塔尔航空                     | 暂停往来中国大陆的航班，其中北京、上海、广州的航班暂停至2月29日；杭州、重庆、成都的航班暂停至3月31日。                                                                           |
| 以色列                         | 暂停所有来自中国的航班。 |
| 阿斯塔纳航空                   | 暂停2月3日至2月29日所有中国内地航线。 |
| 皇家摩洛哥航空                 | 1月31日至2月29日期间暂停飞往中国内地的的航班。 |
| 北欧航空                       | 1月31日起至2月9日，暂停从哥本哈根飞往上海和北京的航班；以及2月1日至2月10日期间从上海和北京飞往哥本哈根的航班。                                                                   |
| 西伯利亚航空                   | 2月1日起，暂停往返中国内地的定期航班。 |
| 俄罗斯航空                     | 2月1日起，除往来莫斯科和北京、莫斯科和上海、莫斯科和广州、莫斯科和香港的定期航班之外，一部分往来俄罗斯联邦和中国之间的，由两国航空公司分别运营的航班（包括商业航班），将被暂停。 |
| 烏拉爾航空                     | 暫停往返中國的航班。 |
| 英国航空                       | 暂时取消往返于伦敦希思罗与北京、上海之间的航班至2月29日（含2月29日）。 |
| 漢莎航空、瑞士航空及奥地利航空 | - 往返北京、上海、南京、沈阳和青岛的航班将暂停至3月28日。 - 3月往返香港的航班将部分被取消。                                                                                      |
| 法国航空                       | 暂停所有往返中国大陆的航班至2020年2月9日，后延长至3月15日。 |
| 荷兰皇家航空                   | 暂停所有往返中国大陆的航班至2020年2月9日，后延长至3月15日。 |
| 芬兰航空                       | 暂停所有往返中国大陆的航班。 |
| 波兰航空                       | 暂停运营中国航线。 |
| 義大利                         | 暫停所有往返中國大陸、香港、澳門及台北的航班；中国方面经过协商，在2月7日宣布恢复班次。但第二天意方否认其上述报道                                                                 |
| 達美航空、聯合航空、美國航空   | 暂停所有中国内地及香港航班 |
| 加拿大航空                     | 1月30日至3月27日期间暂停加拿大至北京、上海之间的直航航班；並於2月18日決定暫停加拿大至香港之間的每週14架次的直航航班，直至4月30日。                                               |
| 新西兰航空                     | 2月9日至3月29日，新西兰往返上海航线暂停运营。 |
| 澳洲航空                       | 2月9日至3月29日，暂停两条直飞中国内地航线。 |
| 維珍澳洲航空                   | 2月6日宣布永久終止香港航班。 |
| 肯尼亚航空                     | 暂停1月31日至2月8日内罗毕往返广州航线。 |
| 埃及航空                       | 2月29日前停飞全部中国内地航线。 |
| 毛里求斯航空                   | 自1月31日起暂停飞往上海的所有航班。 |
| 卢旺达航空                     | 暂停卢旺达首都基加利与广州之间的航班。 |

### 國際铁路旅客列车班次调整

#### 俄羅斯|俄铁集团
受防疫影响，自2月1日起莫斯科往返平壤的099/100次列车及伯力往返平壤的651/652次列车，哈桑往返豆滿江段停运；自2月5日起莫斯科往返北京的019/020次停运。。受防疫及德国铁路维修的影响，3月8日起，往返莫斯科和尼斯的017/018次列车和往返莫斯科和巴黎的023/024次列车停运。。
自1月31日起绥芬河往返格罗迭科沃401/402次列车和满洲里往返后贝加尔/赤塔653/654次列车停运

#### 中国大陆|中国铁路
受防疫影响，自1月30日起北京往返平壤的K27/28次列车停运；自2月1日起乌鲁木齐往返阿拉木图的K9795/9796次列車停运；自2月2日起乌鲁木齐往返努爾蘇丹的K9797/9798次列車，乌鲁木齐往返多斯特克段停运；自2月4日起南宁往返河内（嘉林）的T8701/8702次列車停运；自2月5日起北京往返莫斯科的K3/4次列车和北京往返乌兰巴托的K23/24次列车停运；自2月6日起北京往返河内（嘉林）的Z5/6次列車停运；自2月14日起呼和浩特往返烏蘭巴托的4652/4653、4654/4651次列車、二連往返烏蘭巴托的683/684次列車及二連往返扎門烏德的33/34次列車停运。

#### 朝鮮民主主義人民共和國|朝鮮鐵道省
受防疫影响，自1月31日起平壤往返丹东的51/52次列車和满浦往返集安的7263/8271次列車停运。

## 世界各地主要政治人物反应
以下按媒体报道日期顺序列出已经表态的世界各地政治人物：
- 2月2日：俄罗斯总统普京、白俄罗斯总统亚历山大·卢卡申科、泰国国王哇集拉隆功、突尼斯总统凯斯·赛义德、喀麦隆总统保罗·比亚、科特迪瓦总统阿拉萨内·瓦塔拉、巴基斯坦总理伊姆兰·汗、蒙古国总理呼日勒苏赫、新加坡总理李显龙、圣多美和普林西比总理若热·洛佩斯·博姆·热苏斯、泰国、印度尼西亚、印度、伊朗、埃塞俄比亚、布基纳法索、赤道几内亚、冈比亚、塞拉利昂等国外长、老挝人民革命党中央总书记、老挝国家主席本扬、南非非国大全国执委恩图利、黎巴嫩未来阵线总书记艾哈迈德、埃及自由埃及人党主席哈利勒、阿根廷正义党主席、众议院副议长希奥哈、墨西哥革命制度党主席、拉美政党常设大会主席莫雷诺、哥斯达黎加基督教社会团结党主席基罗斯[129]。
- 2月3日：挪威卫生与护理大臣霍耶、老挝卫生部长本贡、哥伦比亚卫生部代部长冈萨雷斯、巴林外交大臣哈立德、黎巴嫩卫生部长哈桑、多米尼加卫生部长桑切斯、白俄罗斯驻华大使斯诺普科夫[130]。
- 2月4日：巴基斯坦总统阿尔维、缅甸总统温敏、柬埔寨首相洪森、斯里兰卡总统戈塔巴雅、马尔代夫总统易卜拉欣·穆罕默德·萨利赫、哈萨克斯坦总统托卡耶夫、吉尔吉斯斯坦总统索隆拜·热恩别科夫、塔吉克斯坦总统埃莫马利·拉赫蒙、乌兹别克斯坦总统沙夫卡特·米尔济约耶夫、阿塞拜疆总统伊利哈姆·海德尔·奥格雷·阿利耶夫、意大利总统马塔雷拉、波兰总统安杰伊·杜达、捷克总统米洛什·泽曼、克罗地亚总统基塔罗维奇、塞尔维亚总统亚历山大·武契奇、马耳他总统乔治·韦拉、埃及总统塞西、尼日利亚总统穆罕默杜·布哈里、几内亚总统孔戴、加纳总统阿库福-阿多、塞舌尔总统富尔、蒙古国、东帝汶、卢旺达、格鲁吉亚、牙买加、秘鲁等外长以及联合国粮食及农业组织总干事、国际电信联盟秘书长、万国邮政联盟等国际组织负责人[131]。
- 2月7日：西班牙国王费利佩六世、西班牙首相佩德罗·桑切斯、土耳其卫生部长法科贾、以色列卫生部长利茨曼、菲律宾外交部副部长杜莱、孟加拉国外长穆明、乌兹别克斯坦卫生部长沙德马诺夫、津巴布韦卫生部长奥巴代亚·莫约、苏丹过渡政府能源和矿产部长易卜拉欣[132]、柬埔寨国王西哈莫尼、南非总统西里尔·拉马福萨、巴西总统雅伊尔·博索纳罗、奥地利总统亚历山大·范德贝伦、土库曼斯坦总统库尔班古力·别尔德穆哈梅多夫、智利总统皮涅拉、哥伦比亚总统伊万·杜克·马尔克斯、乌干达总统约韦里·穆塞韦尼、利比里亚总统乔治·维阿、不丹国王旺楚克、伊朗总统鲁哈尼、莫桑比克总统菲利佩·纽西、多哥总统福雷·纳辛贝、波黑主席团成员多迪克、苏里南总统德西·鲍特瑟，老挝总理通伦·西苏里、阿富汗首席执行官阿卜杜拉、埃塞俄比亚总理阿比·艾哈迈德·阿里、保加利亚总理博伊科·鲍里索夫、多米尼克总理罗斯福·斯凯里特等，英国、阿根廷、孟加拉国、毛里求斯、津巴布韦等国外长以及第74届联合国大会主席穆罕默德-班迪、国际农发基金、裁、世界粮食计划署执行干事、东盟秘书长等[133]。
- 2月11日：印度总理纳伦德拉·莫迪、英国首相鲍里斯·约翰逊、葡萄牙总统马塞洛·雷贝洛·德索萨、希腊总统普罗科皮斯·帕夫洛普洛斯、土耳其总统埃尔多安、阿尔及利亚总统阿卜杜勒-马吉德·特本、埃塞俄比亚总统萨赫勒-沃克·祖德、爱尔兰总理李欧·瓦拉德卡、联合国秘书长古特雷斯、蒙古国总统巴特图勒嘎、文莱苏丹哈桑纳尔、肯尼亚总统乌胡鲁·肯雅塔、赞比亚总统埃德加·伦古、乌克兰总统泽连斯基、摩尔多瓦总统伊戈尔·多东、冰岛总理雅各布斯多蒂尔、罗马尼亚总统克劳斯·约翰尼斯、密克罗尼西亚联邦总统戴维·帕努埃洛、萨摩亚国家元首图伊马莱阿利法诺，马里总理布布·西塞、斐济总理弗兰克·姆拜尼马拉马、格林纳达总理基思·米切尔，刚果（金）、吉布提、安哥拉、挪威等国外长以及联合国开发计划署署长、国际民航组织理事会主席、联合国工业发展组织总干事等国际和地区组织负责人[134]。
- 2月12日：巴西外交部长埃内斯托·阿劳若、巴西卫生部长路易斯·曼代塔、中非共和国卫生部长皮埃尔·索姆塞、科威特外交部亚洲事务大臣助理阿里·赛义德、葡萄牙议会监督委员会主席乔治·拉康、斯里兰卡议员纳马尔·拉贾帕克萨、联合国副秘书长刘振民、七十七国集团主席国圭亚那常驻联合国代表鲁道夫·坦恩、国际商会秘书长约翰·登顿[135]。

## 另見
- 2019冠狀病毒病疫情相關排外及種族主義
- 2019冠狀病毒病2020年夏季奧林匹克運動會疫情，目前155案例

## 外部連結
- 各國針對中華人民共和國冠狀病毒疫情的旅行限制措施（页面存档备份，存于） - 國際航空運輸協會（IATA）